# Abdul Wahid Aziz
Abdul Wahid Aziz (né en 1931 à Bassora et mort le 19 juillet 1982 à Bagdad) est un haltérophile irakien. 

## Biographie
Abdul Wahid Aziz connaît des succès sur la scène continentale, mondiale et olympique dans les années 1950 et 1960, remportant le bronze aux Jeux olympiques d'été de 1960, aux Mondiaux de 1959 et aux Jeux panarabes de 1953 et l'or aux Championnats d'Asie de 1957 ainsi qu'aux Jeux panarabes de 1953.
Durant la Révolution du Ramadan de 1963, il est torturé par le nouveau régime, étant vu comme un gauchiste. Il prend sa retraite internationale en 1964, après l'exécution de son entraîneur, et devient un arbitre international. Il est à nouveau arrêté en 1980 par le régime de Saddam Hussein et incarcéré pendant près d'un an. Il meurt l'année suivante.

## Palmarès

### Jeux olympiques
- Rome 1960
  -  Médaille de bronze en moins de 67,5 kg.

### Championnats du monde
- Varsovie 1959
  -  Médaille de bronze en moins de 67,5 kg.

### Championnats d'Asie
- Téhéran 1957
  -  Médaille d'or en poids moyens.

### Jeux panarabes
- Beyrouth 1957
  -  Médaille d'or en poids moyens.
- Alexandrie 1953
  -  Médaille de bronze en poids plumes.